# Claire DelNegro
Claire Louise DelNegro (* 5. November 1956 in London Borough of Croydon als Claire Louise Sherred) ist eine ehemalige britische Rennrodlerin und gegenwärtige Sportmanagerin sowie -funktionärin. Für das Vereinigte Königreich trat sie bei den Olympischen Winterspielen 1984 in Sarajevo an, seit 1998 ist sie als Vertreterin des US-amerikanischen Rennrodelnationalverbands Vizepräsidentin Sport der Fédération Internationale de Luge.

## Leben
DelNegro wurde im Stadtbezirk Croydon von London geboren. Sie wuchs im Vereinigten Königreich auf und war von 1979 bis 1985 als Rennrodlerin für den britischen Nationalverband bei nationalen und internationalen Wettbewerben aktiv. Bei den Weltmeisterschaften 1983 wurde sie disqualifiziert, in der Saison 1983/84 gelang ihr die Qualifikation für die Olympischen Winterspiele 1984. Beim dortigen Einsitzerwettbewerb der Frauen wurde sie im vierten Lauf ebenfalls disqualifiziert.
Ab 1978 war sie als Assistant Director of Housing für das Organisationskomitee der Olympischen Winterspiele 1980 in Lake Placid tätig. Auch für die Olympischen Sommerspiele 1984 in Los Angeles war sie Teil des Organisationskomitees. Nach dem Ende ihrer aktiven Karriere war sie von 1986 bis 1996 beim US-amerikanischen Rennrodelnationalverband USA Luge als Trainerin, Teammanagerin, Olympia-Mannschaftsführerin und internationale Programmmanagerin beschäftigt. Von 1994 bis 1996 war DelNegro Beiratsmitglied der Women’s Sports Foundation. Für die Olympischen Winterspiele 2002 in Salt Lake City übernahm sie den Posten der Direktorin für die Schlittensportarten Rennrodeln, Bob und Skeleton und war Teil des Presseteams. Nachdem DelNegro bereits ab 1996 Komiteemitglied der US-amerikanischen Bob- und Skeletonnationalmannschaft war, übernahm sie von 2003 bis 2005 den Posten der Geschäftsführerin des Bob- und Skeletonverbandes. 2012/13 war sie interimistisch als Geschäftsführerin von USA Luge tätig. 2014 gab sie ihren Posten im Komitee der US-amerikanischen Bob- und Skeletonnationalmannschaft auf.
Für die Fédération Internationale de Luge de Course wirkte sie von 1990 bis 1998 als Mitglied der Sportkommission Kunstbahn, ehe sie 1998 zur Vizepräsidentin Sport gewählt wurde. In dieser Funktion war sie bei den Olympischen Winterspielen 2006 in Turin, 2010 in Vancouver, 2014 in Sotschi und 2018 in Pyeongchang Technische Delegierte des Rennrodelweltverbands und ist als solche auch für Peking 2022 vorgesehen. Im Rahmen des 54. Kongresses des Internationalen Rennrodelverbands (2006) wurde sie mit dem Ehrenzeichen in Silber ausgezeichnet.
DelNegro ist verheiratet, hat ein Kind und lebt in Boston und in Lake Placid.